# Reina Regente (1910)

«Реїна Рехенте» був захищеним крейсером, побудованим для іспанського флоту в 1900-х роках, єдиним представником свого типу. Корабель мав мала дуже тривалий період будівництва: була закладена в 1899 році, запущена в 1906 році і увійшов до складу флоту  1910 року. 

## Конструкція
Цей останній крейсер такого типу в Іспанії був озброєний батареєю з десяти 150 мм гармат і розвивав максимальну швидкість 20 вузлів. Гармати головного калібру розміщувалися у двох двогарматних баштах на носі та кормі, а решта у казематах.

## Служба
Наприкінці 1912 року крейсер відправили в зону конфлікту на Балканах, щоб захистити іспанських підданих, які проживали в Османській імперії. 13 листопада корабель прибув у Константинополь.
У червні 1913 року корабель розтріляв канонерський човен «Конча», який сів на мілину біля марокканського узбережжя, щоб вони не потрапили до рук кабілів.
На початку 1920-х років він використовувався як навчальний корабель, поки його не вивели зі складу флоту у 1926 році.